# Agapanthia soror
Agapanthia soror — вид жесткокрылых из семейства усачей.

## Распространение
Распространён в Центральной Азии бывшего СССР.

## Описание
Жук длиной от 11 до 22 мм Время лёта с апреля по июнь.

## Развитие
Жизненный цикл вида длится год.